# Бенеш-Мраз Be-555 Супер Биби
Бенеш-Мраз Be-555 Супер Биби су били чехословачки спортски двоседи нискокрилни авиони из касних 1930-их који су се производили у компанији Бенеш-Мраз из Хоцења. Авиони су били намењени за спортско и туристичко летење. За време рата су коришћени као курирски авиони.

## Пројектовање и развој
Био је то последњи предратни модел у серији успешних авиона Бенеш-Мраз, који је произведен у спортске сврхе, и сматран је врхунцем Бенешевог конструкторског рада. Конструкција инж. Павела Бенеш базиран је на два претходна типа, двосед Be-51 (1936) са тандем седиштима и мотором Валтер Минор 4 и двосед Be-550 (1936) са бочним седиштима и слабијим Walter Minor мотор. Имајући добро искуство са Be-51 инж. Бенеш је ојачао авион Be-550 и уградио снажнији мотор Минор 4. Први прототип са регистрацијом OK-BEX, који је авиону додељен 26. августа 1938. године, полетео је први пут 15. маја 1938. године. У септембру је овај авион, заједно са другим прототипом OK-BEJ, учествовао на ваздушном такмичењу Около Мале Атанте.
Be-555 (OK-BEJ) имао је светску премијеру 25. новембра 1938. на XVI. међународном аеросалону у Паризу, где је привукао значајну пажњу. Године 1938. авион са седиштима један поред другог био је јединствен дизајн те врсте у читавом свету авијације. Непосредно пре почетка изложбе, авионом је из Прага у Париз прелетео фабрички пилот Јозеф Кукал. На дан отварања аеромитинга, француски председник Алберт Лебрун (у пратњи министра ваздухопловства Ги ла Шамбре) посетио је штанд и са интересовањем слушао објашњење представника фабрике Бенеш-Мраз, секретара Сиротека.
Инг. Павел Бенеш је имао спремне и друге пројекте (Be-352, Be-520, Be-580), али је напустио компанију убрзо након окупације Чехословачке и пројекти су остали недовршени. На прелазу 1939/40, Инг. Јарослав Мраз је преименовао предузеће у Инг. Ј. Мраз, фабрика авиона ( Ing. J. Mráz, Flugzeugfabrik ). Током Другог светског рата отворена је филијала ове компаније у Нитри у Словачкој . Током рата, фабрика је производила авионе оригиналног дизајна Зобор I и немачки Fieseler Fi 156 “Storch” (после рата Mráz K-65 Čáp) и DFS Kranich II тренинг једрилицу за немачки Луфтвафе .

## Опис авиона
Предност овог типа била је максимална брзина авиона (до 240 km/h), али и ниска брзина слетања (70 km/h), опремљеност кокпита, долет између 1150–1550 km и добре летне карактеристике.
Авион Be-555 Супер Биби био је самоносећи моноплан са ниским крилима потпуно дрвене конструкције. Стајни трап, лежиште мотора и команде су направљене од челичних цеви. Кокпит за 2 особе које седе једна поред друге налазио се скоро у центру тежишта авиона. Управљач је био рачваста полуга  и дупле педале. Иза двоструког седишта било је довољно места за пртљаг.
Авион је покретао Walter Minor 4 ваздушно хлађени, клипни, линијски четвороцилиндрични мотор са висећим цилиндрима снаге 62,5-69,9 kW (85-95 KS). На вратилу је била дрвена двокрака окована елиса са фиксним кораком. У авиону су била три резервоара за гориво, два у продужетку крила и трећи у трупу. Укупна запремина резервоара износила је 127 литара горива.
Крило са два сандучаста носача било је састављено из три дела, средњи део је био саставни део трупа, а два спољна дела су се скидала. Крило и цео труп су имали  фурнирску оплату.
Стајни трап се састојао од две независне ноге причвршћене на главну рамењачу крила. Амортизација је била од гумених прстенова са фрикционим пригушивачем. Свака нога стајног трапа је била  опремљена поклопцем точкова у облику капи. Дрљача је била направљена од лиснатих опруга.

## Оперативно коришћење
Укупно је произведено 12 авиона у годинама 1938-1941, од којих је већина продата и коришћена у Словачкој.
Од августа 1938. године авиони су диструбуирани појединачно аероклубовима Аероклуба РЧс . преко Министарства јавних радова неки су остали у поседу фабрике Бенеш-Мраз. Као што је већ поменуто, два авиона су учествовала у 1. години Туристичке авио-трке Око Мале атанте (Праг – Злин – Букурешт – Београд – Арад – Праг), која је одржана на прелазу августа и септембра 1938. године .
Посаде инж. Зденек Свобода - инж. Станислав Конечни из Аероклуба бр. Будејовице (OK-BEX, ул. бр. 45) и Мирослав Плецити - Винценц Ходек из Аероклуба РЧс. (OK-BEJ, ул. бр. 46) заузели су 3. и 9. место у својој категорији (IIA). Овај не баш значајан учинак приписан је неискуству пилота са новим авионом, а не његовим карактеристикама и могућностима. У овој трци учествовало је 5 типова авиона из фабрике Бенеш-Мраз из Хоцења. Осим два нова Be-555, ту су биле и проверене машине Be-50, Be-51, Be-150 и Be-550 (све са Walter моторима). На овом такмичењу учествовао је укупно 21 тип авиона од којих је 9 било опремљено са 5 типова Валтер мотора ( NZR 120, Junior, Mikron II, Minor 4 и Major 4 ).
У августу 1939, четири авиона су продата Словачкој, који су тада летели у словачком ваздухопловству са чехословачким ОК регистрацијама. Године 1941. испоручен је још један комплет од 4 авиона  и накнадно још 2 машине су продате Словачкој. Авионе је користило  словачко ратно ваздухопловство за курирску службу.
Током рата, авијатичар аматер, академски вајар В. Ихрискы поставио је словачки висински рекорд на овом авиону, када се попео на висину од 5200 м  .

## Корисници
- Чехословачка
- Словачка